# 梅多 (犹他州)
梅多（英文：Meadow），是美国犹他州米勒德县下属的一座城市。建市于 1857年，面积大约为0.51平方英里（1.3平方公里），海拔约为4,839英尺（1,475米）。根据2010年美国人口普查，该市有人口310人。